# Gammaropsis persetosa
Gammaropsis persetosa is een vlokreeftensoort uit de familie van de Photidae. De wetenschappelijke naam van de soort is voor het eerst geldig gepubliceerd in 1921 door Charles Chilton.